# Antonius Franciscus Vos de Wael
Antonius Franciscus Vos de Wael (Zwolle, 23 februari 1833 - Zwolle, 13 maart 1902) was een Nederlands politicus.
Vos de Wael was een Kamerlid uit een katholieke Zwolse notabelenfamilie. Hij was advocaat en raadslid in Deventer en was in Zwolle curator van het gymnasium. Hij werd voor Noord-Brabant Eerste Kamerlid en voor het district Waalwijk Tweede Kamerlid. Hij weigerde zich in 1891 aan te sluiten bij een conservatief manifest en werd niet herkozen. Hij keerde in 1894 echter terug als afgevaardigde voor Enschede. Hij zette zich in voor de verlegging van de Maasmond ten zuiden van de Biesbosch.